# Delfin zwyczajny
Delfin zwyczajny, delfin pospolity, delfin długopyski (Delphinus delphis) – gatunek ssaka morskiego z rodziny delfinowatych (Delphinidae). Średniej wielkości delfin, najpospolitszy z waleni, zamieszkuje niemal wszystkie morza tropikalne i umiarkowane. W Morzu Bałtyckim spotykany bardzo rzadko.

## Zasięg występowania
Delfin zwyczajny występuje w zależności od podgatunku:
- D. delphis delphis – delfin zwyczajny – forma krótkopyska (tradycyjny delphis) występująca głównie w przybrzeżnych tropikalnych do umiarkowanych wodach Oceanu Atlantyckiego i Spokojnego, w tym Morze Ochockie; forma długopyska (tradycyjny capensis) występuje wzdłuż wybrzeży zachodniej i wschodniej Ameryki Południowej, zachodniej Afryki i zachodniego Oceanu Spokojnego wzdłuż zachodniego wybrzeża Ameryki Północnej.
- D. delphis bairdii – wschodnia część północnego Oceanu Spokojnego wzdłuż wybrzeża Ameryki Północnej.
- D. delphis ponticus – delfin pontyjski – Morze Czarne i przylegające do niego Morze Marmara, z wyłączeniem Morza Azowskiego.
- D. delphis tropicalis – delfin arabski – przybrzeżny Indo-Pacyfik od wschodniej i południowej Afryki po południową Chińską Republikę Ludową i zachodni Tajwan, w tym Morze Czerwone, Zatokę Perską i Zatokę Tajlandzką.

## Taksonomia
Tradycyjnie w rodzaju Delphinus umieszczano dwa gatunki D. delphis i D. capensis, rozróżniając je na podstawie długości pysków, lecz badania molekularne przeprowadzone w 2015 roku nie potwierdzają tego podziału, ponieważ formy z długimi pyskami wydają się być konwergentne, ewoluując w różnych miejscach w oparciu o warunki ekologiczne. W rezultacie obecnie (2020) najlepszą opcją jest objęcie wszystkich populacji Delphinus jednym szeroko rozprzestrzenionym gatunkiem. Nazwa capensis jest uważana za synonim delphis, a ponticus (tradycyjnie podgatunek D. delphis) i tropicalis (tradycyjnie podgatunek D. capensis) powinny być traktowane jako podgatunki ze względu na ich odrębność. Czwarty podgatunek o długim pysku bairdii (wcześniej synonim D. capensis), jest wstępnie rozpoznany we wschodniej części północnego Oceanu Spokojnego, choć do potwierdzenia jego istnienia potrzebne jest dalsze porównanie z innymi populacjami występującymi w Pacyfiku. W Morzu Śródziemnym występuje również zróżnicowana genetycznie populacja formy krótko-pyskiej, lecz nie jest klasyfikowana jako oddzielny podgatunek i jest włączona do delphis. Rozpoznano cztery podgatunki.

## Dane
- wielkość urodzeniowa: 0,75-0,85 m
- dojrzałość płciowa- samic: 1,6 m; samców: 1,7 m
- dojrzałość fizyczna- samic: 1,93 m; samców: 2,1 m, przy ok. 82 kg
- największy znany okaz: samica - 2 m; samiec - 2,19 m przy ok. 100 kg
- pożywienie: rozmaite małe pelagiczne ryby i głowonogi
- zagrożenia: pospolity, żyje w wielkich stadach setek lub nawet więcej osobników.

## Wygląd fizyczny

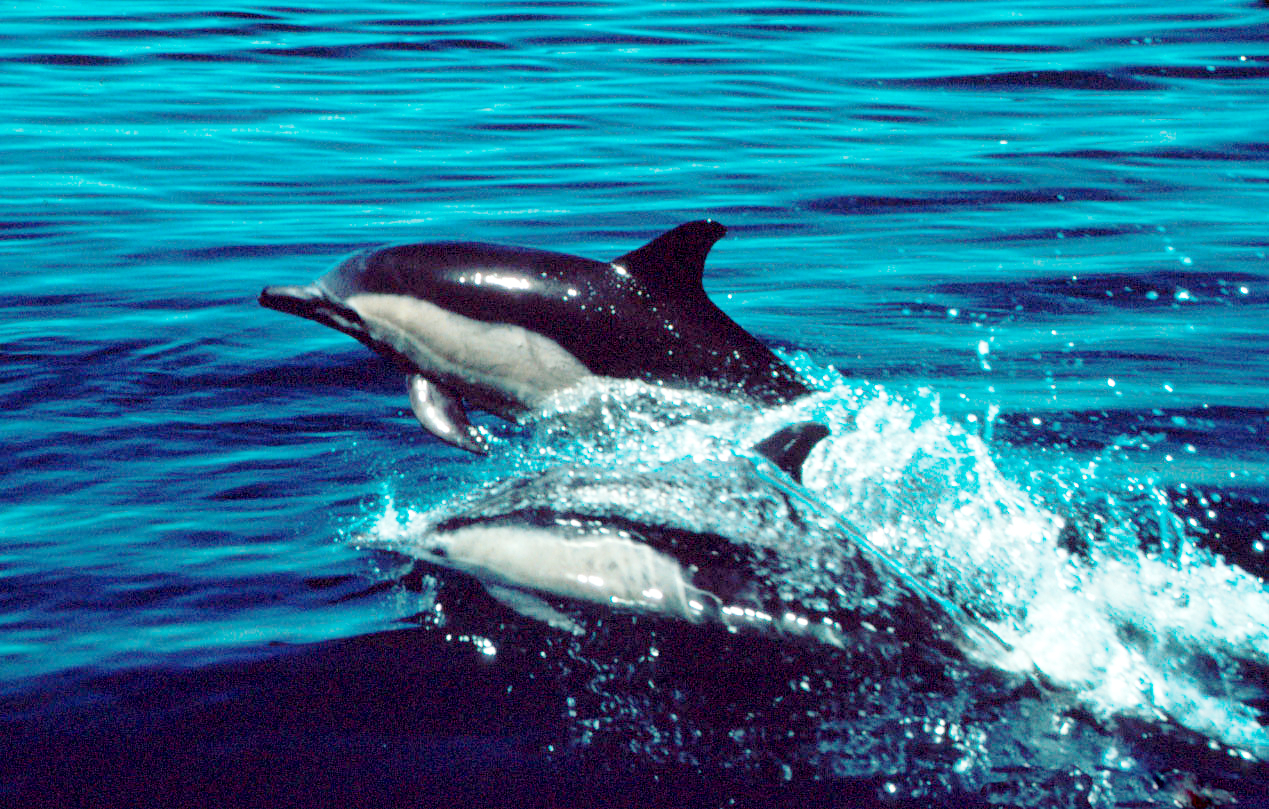
delfiny zwyczajne

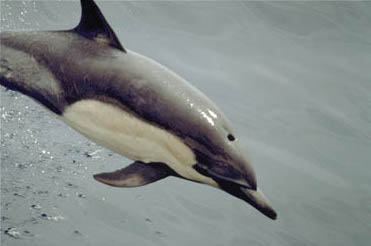
delfin zwyczajny

U delfinów zwyczajnych charakterystyczna jest obecność długiego dzioba. Płetwa grzbietowa jest nieznacznie zakrzywiona do tyłu. Grzbiet u tego delfina jest czarny, a brzuch biały. Plama na boku delfina może byċ, w zależności od populacji biała, błękitna, jasnoszara, żółtawo-kremowa lub żółtawo-brązowa.